# قلعه لارک
 قلعه لارَک واقع در جزیره لارک از توابع بخش شهاب در شهرستان قشم و از نقاط دیدنی استان هرمزگان در جنوب ایران است.
این قلعه که یادگار دوره تسلط پرتغالی‌ها بر خلیج فارس و جنوب ایران است، در سده ۱۶ میلادی و هم‌زمان با دوره صفویه ساخته شده و در شمال جزیره لارک مشرف به اسکله واقع شده‌است.
قلعه لارک در سال ۱۳۸۲ با شماره ۱۰۹۲۲ در فهرست آثار ملی ایران به ثبت رسیده‌است.

## تاریخچه
قلعه لارک پس از فتح هرمز و پایان امپراطوری پرتغالی‌ها در خلیج فارس، به عنوان زندان مورد استفاده حاکمان جزیره قرار می‌گرفت و موقع بارش باران‌های سیل‌آسا و تخریب منازل مسکونی جزیره، پناهگاه امنی برای ساکنان لارک به‌شمار می‌رفته‌است.

## ویژگی‌های بنا
در استان هرمزگان چندین قلعه پرتغالی‌ها وجود دارد که مشهورترین آن‌ها قلعه هرمز و قلعه قشم است. اهمیت و موقعیت مناسب جغرافیای هرمز و قشم و تردد بیشتر مردم و توریست‌ها در این دو جزیره باعث شده که به این دو قلعه بیشتر از بقیه قلعه‌ها پرداخته شود. اما قلعه لارک نسبت به بقیه قلعه‌ها در حاشیه بوده و توجه اندکی برای حفظ و احیای آن شده‌است.
قلعه لارک به لحاظ وسعت از قلعه قشم بزرگ‌تر و از قلعه هرمز کوچک‌تر است و در سال‌های اخیر بدون هیچ اقدامی برای بازسازی همچنان پابرجاست.
این قلعه دارای پلان چهار ضلعی با چهار برج مدور در چهار گوشه و دو طبقه است که اتاق‌های آن در دو طبقه و گرداگرد محوطه داخلی قلعه قرار دارد.
قسمت عمده مصالح به کار رفته در قلعه سنگ لاشه، ملات ساروج و آجر است.
در این قلعه روزنه‌هایی برای دیدبانی و قرار گرفتن لوله توپ‌های جنگی تعبیه شده که هم‌اکنون تنها یک لوله توپ در جلو درگاه ورودی قلعه بر روی زمین رها شده‌است.
تنها اقدام مشهود سازمان میراث فرهنگی برای حفظ این بنای تاریخی، قرار دادن ستون‌های چوبی در قسمت‌هایی از قلعه قرار بوده‌است.

## بازسازی
تیر ۱۳۹۶ محسن ضیایی مدیر کل میراث فرهنگی هرمزگان طی بازدید از قلعه لارک گفت: طی تفاهم‌نامه‌ای ا اداره کل راه و شهرسازی هرمزگان قرار است قلعه پرتغالی‌های لارک با نظارت اداره‌کل میراث فرهنگی استان، مرمت و احیاء شود.
در بهمن ۱۳۹۳ نقشه برداری کامل توسط داود صدیق پور جهت  آسیب شناسی  و تعیین حریم بنا  انجام شد .